# 563-я народная пехотная дивизия
563-я народная гренадёрская дивизия (нем. 563. Volksgrenadier-Division) — военное подразделение вермахта, одна из пехотных дивизий, разгромлённых в Курляндии.

## История
Дивизия была образована в октябре 1944 года в Норвегии после реорганизации 563-й пехотной дивизии (563. Grenadier-Division). В состав дивизии входили 1147-й, 1148-й и 1149-й пехотные полки, а также 1563-й артиллерийский полк. Дивизия попала в Курляндский котёл во время наступления советских войск и вела там борьбу вплоть до конца войны. Командовали дивизией Фердинанд Брул и Вернер Нойманн.

## Командующие
- Генерал-майор Фердинанд Брул (нем. Ferdinand Brühl) (9 октября 1944 — 25 февраля 1945);
- Генерал-майор Вернер Нойманн (нем. Werner Neumann) (25 февраля — 8 мая 1945).